# Хортиција
Хортиција (укр. Хо́ртиця) је највеће острво у реци Дњепар, дужине 12,5 км и ширине до 2,5 км.  Острво је део Националног парка Хортиција.  Ово историјско место налази се у границама града Запорожја,  Украјина.
Острво је играло важну улогу у историји Украјине, посебно у историји Запорошких козака. Острво има јединствену флору и фауну, укључујући храстове шуме, шуме смрче, ливаде и степе. Северни део острва је веома стеновит и висок (висине 30 м изнад корита реке) у поређењу са јужним делом, који је низак и често поплављен водама Дњепра.

## Географија и локација
Запорожје (директан превод је „иза брзака“) име је добило по географској области низводно низ реку Дњепар, где пролази девети брзак. Тридесетих година 20. века када је изграђена хидроелектрана Дњепар, ови брзаци су поплављени. Само гранитне литице, које се дижу до висине од 50 м, сведоче о првобитном стеновитом терену региона.
На Хортицији на самиту Савутин, у близини истоимене јаруге, налазе се три торња за пренос електричне енергије висока 74,5 м, који су део 150 kV далековода који прелази реку Дњепар. 

## Историја
Хортиција је непрекидно насељена током последњих пет миленијума. Друга острва у непосредној близини такође садрже назнаке интензивне окупације током праиндоевропског и скитског периода. Острво Мала Хортиција је познато по остацима Скита и напуштеној козачкој тврђави. Острво Средњи Стих (североисточно од Хортиције), ископано током изградње хидроелектране 1927. године, дало је име култури Средњи Стог.
У раном средњем веку Хортиција је била кључни центар трговачког пута од Варјага ка Грцима. У својој расправи De Administrando Imperio, цар Константин VII помиње острво Свети Георгије одмах низводно од брзака. Он извештава да су Руси, пролазећи кроз брзаке, били лак плен за номадске Печенеге. Заиста, кијевски руски кнез Свјатослав I био је нападнут и убијен приликом покушаја да пређе брзаке 972. године.
Најранији запис о утврђењу познатом као Сич (административни и војни центар запорошких козака) односи се на оно које се налазило на острву Мала Хортиција, а установио га је волински кнез Дмитриј Вишњевецки. Мало острво Хортиција је 20 пута мање од саме Хортиције. Први сич постојао је шест година (1552–1558). Постоји неколико других локација низводно после брзака (област Запорожја) где су се налазила запорошка насеља. Има их осам: Базавлук (1593–1630), Микитин (1628–1652), Чортомлик (1652–1709), Камин (1709–1711), Олешкив (1711–1734), Пидпилна (1734–1775). Сва ова места била су на ушћима река. Устанак под вођством Богдана Хмељницког покренут је у Микитинској сичи 1648. године. Легенде кажу да су козаци на Хортицији написали озлоглашени Одговор Запорошких козака султану Мехмеду IV Отоманског царства.
Године 1775, руски генерал Текели је уништио Сич по наређењу Катарине Велике, што је резултирало расељавањем Запорошких козака, од којих су се многи на крају населили на реци Кубањ у области Кавказа. Ови козаци су постали познати као Кубањски козаци. Део Запорошких козака побегао је преко Дунава да би постали вазали отоманског султана. Живели су на ушћу реке Дунав. Године 1830. многи од ових Козака су се преселили и основали нови Сич на обали Азовског мора (између Маријупоља и Бердјанска). Последњи Кош Отаман (вођа) Запорошког Сича Петро Калнишевски је затворен у манастиру на Соловецки острву у 85. години. После 25 година затвора пуштен је и преминуо скоро слеп у манастиру у доби од 113 година.
Године 1789. цар је позвао Гдањске меноните из Пруске да формирају насеља у огромним степама Руског царства. Једно од ових насеља налазило се на острву Хортиција. Бавили су се земљорадњом на богатом острвском тлу. Један од њихових профитабилних послова била је трговина дрветом из гајева и шума Хортиције. Године 1916. менонитски колонисти су продали острво Хортицију градском већу Александровска (Александровск).
Године 1965. острво Хортиција је проглашено „историјским и културним резерватом“.  Државни историјски и културни резерват Дњепарски брзаци основан је 1974. године; ово је укључивало и острво Хортицију, суседна острва и стене, и део десне обале Дњепра.  Укупна површина резервата је 2,35934 ha (0,0 sq mi).  Резерват је добио национални статус 1993. 

## Национални резерват
Највећи део резервата (историјски парк) покрива Запорошки козачки музеј који укључује представу козачких коња. Зграда музеја је модерна, смештена ниско у пејзажу са драматичним погледом на Дњепарску хидроелектрану на северу. Музеј је саграђен 14. октобра 1983. као Музеј историје Запорожја, иако је његов пројекат одобрен од стране Министарства културе Украјине у децембру 1970. године. Изложбени простор музеја износио је 1.600 m2 (17.000 sq ft) приказујући следеће теме: Хортиција у античко доба, историја Запорошких козака, историја Запорожја у време изградње социјализма. Постојале су и четири диораме: "Битка код Свјатослава на брзацима", "Устанак осиромашених козака у Запорошком Сичу 1768. године", "Изградња Дњепарске ХЕС", "Ноћна олуја града Запорожја у октобру 1943." Део музеја постао је и Запорошки храст који се налази у Горњој Хортицији. 1992. године експозиција музеја је редизајнирана.
Музеј садржи експонате који датирају од каменог доба преко скитског периода (око 750 - 250. п. н. е.) до 20. века.

## Галерија
- Павиљон, Хортиција
- Коњичко позориште
- Ветрењача на Хортицији
- Музеј, далеководи и мост на Хортицији
- Дрвена скулптура на Хортицији
- Дњепар и северо-западна обала острва
- Обала Хортиције
- Празник козачке победе